# Рибальський острів
Риба́льский о́стрів (також Риба́льский півострів) — півострів, розташований у середній течії Дніпра в межах міста Києва. Останець колись довгої коси, що була лівим берегом річки Почайни і відокремлювала її від Дніпра.
Обмежений Дніпром і Гаванню — штучною затокою, яку облаштували для потреб київського порту у 1897—1899 роки з використанням русла Почайни. Назва півострова походить від поселення рибалок, що існувало на Оболоні у XVIII—XIX століттях. У 1920—1930-ті роки тут утворилася промислова зона, найвідомішим підприємством якої є суднобудівний завод «Кузня на Рибальському». На березі гавані у Парку моряків на постаменті встановлений корабель-пам'ятка «Желєзняков». Попри те що ця місцевість є півостровом, загальновживаною назвою є саме «Рибальский острів».
У 1926—1930 роках за проєктом Б. Доманського та М. Паруснікова на Рибальському півострові спорудили Київську районну електростанцію (КРЕС, пізніше — ТЕЦ-2, СТ-2) потужністю 21,3 МВт.
Наприкінці 1930-х років верф заводу «Ленінська кузня» була реконструйована. Після Другої світової війни, під час якої корабельня і завод дуже постраждали, провели реконструкцію, а 1961 року побудовано нову гавань із річковим портом. 1963 року до півострова проклали вантовий міст.
На Рибальському острові розташовані причали Київського порту та Головне управління розвідки Міністерства оборони України.

## Джерело
- Київ. Історична енциклопедія. 1917—2000 роки.